# Hemiphylacus

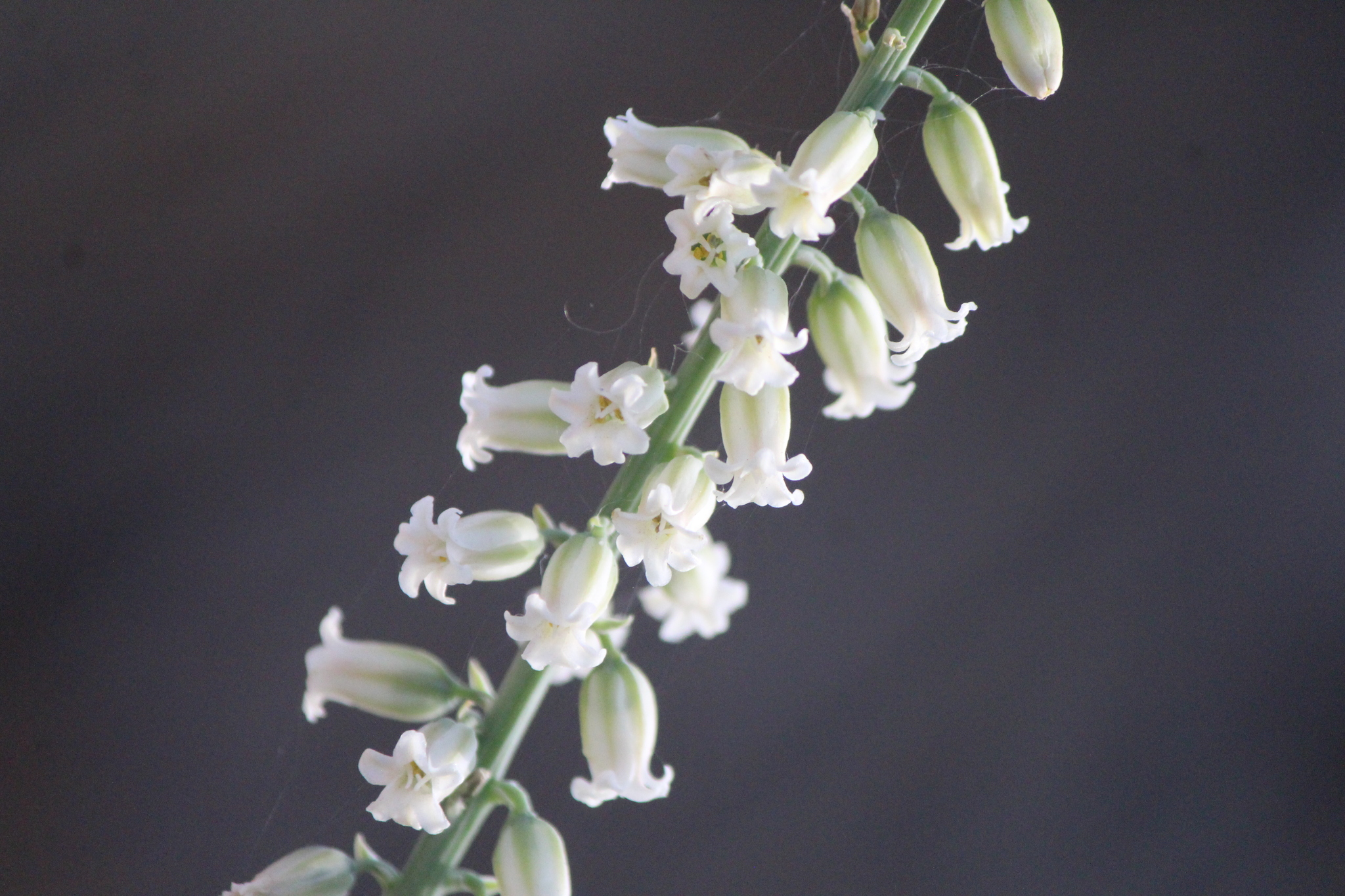
Kwiaty Hemiphylacus latifolius

Hemiphylacus S.Watson – rodzaj roślin z rodziny szparagowatych. Obejmuje pięć gatunków występujących w Meksyku, na wschodnich i południowych granicach pustyni Chihuahua oraz w dolinie Tehuacán.

## Morfologia
PokrójWieloletnie rośliny zielne o pędzie kwiatostanowym osiągającym wysokość do 120 cm.
PędyPodziemne pionowe kłącze.
KorzenieBulwiaste, kurczliwe.
LiścieJednoroczne, szeroko równowąskie, całobrzegie, dorsiwentralne, o użyłkowaniu równoległym, zebrane od 6 do 20 w różyczkę liściową.
KwiatyKwiaty obupłciowe, zebrane w grono lub tyrs. Rozgałęzienia boczne wsparte dwiema skórzastymi podsadkami. Na szypułce, wierzchołkowo zgrubiałej i członowanej, obecne są dwa błonkowate podkwiatki. Listki okwiatu położone w dwóch okółkach po trzy, białe do czerwonawych, równej wielkości, w dolnej połowie zrośnięte w rurkę, skręcające się po przekwitnięciu. Trzy pręciki przyrośnięte są do wewnętrznego okółka okwiatu, natomiast do listków zewnętrznego okółka przyrośnięte są trzy prątniczki. Pylniki dołączone grzbietowo, blisko nasady, skierowane do wewnątrz kwiatu, strzałkowate. Zalążnia wyrastająca na szypułce, górna, zrosłoowockowa, trójkomorowa, z 3–6 anatropowymi zalążkami osadzonymi kątowo w każdej komorze. Miodniki położone przegrodowo. Szyjka słupka wąska, zakończona trójklapowanym znamieniem.
OwocePękające komorowo, trójklapowane, szeroko jajowate do spłaszczonych, ciemnozielone do brązowych torebki, z jedną komorą zwykle mniej rozwiniętą od pozostałych dwóch, zawierające w każdej komorze od 1 do 2 odwrotnie gruszkowatych do elipsoidalnych, lśniących, czarnych nasion.

## Biologia i ekologia
RozwójKwitną w okresie od marca do lipca, owocują od lipca do listopada.
SiedliskoRośliny z tego rodzaju występują na podłożach ryolitowych, magmowych, wapiennych, rzadziej gipsowych i żwirowych, na wysokości od 1310 do 2400 m n.p.m., w dąbrowach, borach sosnowo-dębowych, lasach sosnowo-jałowcowych, na sawannach akacjowych, w zaroślach pustynnych i chaparralu.
GenetykaU roślin z gatunku Hemiphylacus alatostylus odnotowano nadzwyczajnie wysoką liczbę chromosomów 2n wynoszącą 112, co sugeruje, że gatunek ten jest poliploidalny, a podstawowa liczba chromosomów x wynosi 7 lub 14.

## Systematyka
Pozycja systematycznaRodzaj z podrodziny Asparagoideae w rodzinie szparagowatych (Asparagaceae).
Historycznie uważany za spokrewniony z Chlorogalum i Schoenolirion i zaliczany do plemienia Asphodeleae w rodzinie liliowatych (Engler 1888, Hutchinson 1934) lub do plemienia Chlorogaleae w rodzinie Agapanthaceae (Huber 1969), hiacyntowatych (Dahlgren i Clifford 1982) lub złotogłowowatych (Brummitt 1992). Pierwsze badania filogenetyczne i analizy kladystyczne z drugiej połowy XX wieku nie dostarczyły jednoznacznych wyników, umiejscawiając ten rodzaj bądź jako takson siostrzany rodzaju Hesperocallis w rodzinie Funkiaceae lub plemienia Chlorogalae w rodzinie hiacyntowatych, bądź włączając go do kladu politomicznego obejmującego wiele rodzin (hiacyntowate, czosnkowate, amarylkowate, Anthericaceae, Tecophilaeaceae, Funkiaceae i agawowate). Dopiero analiza sekwencji genów rbcL przeprowadzona pod koniec XX wieku (Chase 1996) wykazała bliskie pokrewieństwo między Hemiphylacus a szparagami, a obu tych rodzajów z anemareną asfodelowatą. W konsekwencji we współczesnych ujęciach systematycznych oba te rodzaje włączone zostały do rodziny Asparagaceae sensu stricto (Kubitzki 1998, system APG II 2003), a następnie do podrodziny Asparagoideae w rodzinie szparagowatych (system APG III i system APG IV). Podobieństwo roślin z obu tych rodzajów ogranicza się do budowy zarodka. Inne podobne cechy budowy (w przypadku zalążka, pyłku, zalążni, owoców i nasion) mają charakter plezjomorficzny.
Wykaz gatunków
- Hemiphylacus alatostylus L.Hern.
- Hemiphylacus hintoniorum L.Hern.
- Hemiphylacus latifolius S.Watson
- Hemiphylacus mahindae L.Hern.
- Hemiphylacus novogalicianus L.Hern.